# Compsoctena talarodes
Compsoctena talarodes är en fjärilsart som beskrevs av Edward Meyrick 1927. Compsoctena talarodes ingår i släktet Compsoctena och familjen Eriocottidae. Inga underarter finns listade i Catalogue of Life.